# 祝世美
祝世美（？—？），字济之，號北水，湖广黄州府黄冈县人。

## 生平
万历四十六年（1618年）戊午科湖广乡试举人，四十七年（1619年）联捷己未科進士，授諸城知县，有异政，改东阿。值白莲贼乱后，招流亡，课农桑，三年报最，崇祯元年（1628年）行取考选，二年授吏科给事中，四年升兵科右，五年升吏科左，升兵科都给事，疏劾张应昌杀良冒功，人咸称之。七年晋太常寺少卿，以守城功加秩正卿，亲老归养，遂终焉。

## 家族
曾祖祝大崑，本生曾祖祝大崙，俱乡宾，祖父祝宗文，舉人、知縣。